# Perctarit longobárd király

Perctarit monogramja egy ezüst dénárról (672 után)

Perctarit, más írásmóddal Berthari (642 körül – 688) longobárd király 661-től 662-ig és 671-től haláláig.

## Élete
I. Aripert fiaként született. Fivérével, Godeperttel közösen lépett trónra. Hamarosan sor került a katolikus Perctarit és ariánus testvére közötti harcra. Godepert a beneventoi Grimoaldot hívta segítségül, aki azonban megölte Godepertet, Perctaritot pedig elűzte.
Perctarit először Kakan avar kagán udvarába ment. Közben feleségét, Rodelindét és fiát, Cunincpertet Grimoald elfogatta és Beneventoba küldte.
Perctarit ugyan hamarosan hazatért, összeesküvést szőtt Grimoald ellen, de újra menekülni kényszerült, ezúttal a Frank Birodalomba. Grimoald nemsokára megállapodást kötött a frankokkal, mire Perctarit Angliába készült szökni, amire viszont nem került sor Grimoald halála miatt.
Így hát Perctarit 671-ben visszatért Lombardiába és a saját kezébe vette az ország irányítását Grimoald fia, Garibald helyett. Ő tette az állam hivatalos vallásává a katolicizmust, ugyanakkor nem ismerte el a pápa fennhatóságát. Békét kötött Bizánccal és 678-ban fiát, Cunincpertet társkirállyá tette.
Arra törekedett, hogy leverje a lázadó Alahist, Tridentum hercegét. A hadjárat után fogságba vetette, majd megbocsátott és szabadon engedte.
Perctarittal 688-ban egy összeesküvés végzett. Paviában temették el. a Megváltó templomában.

## Gyermekei
Perctarit felesége Rodelinda volt. Házasságukból két gyermek született:
- Cunincpert longobárd király[2] (660 – 700)
- Wiglinda[2] (662 – ?) ∞ II. Grimoald beneventoi herceg (? – 690)

## Eredeti források
- Andreæ Bergomatis Chronicon
- Pauli Historia Langobardorum
- Origo Gentis Langobardorum